# Бенсон, Аллан
Аллан Луис Бенсон (англ. Allan Louis Benson; 6 ноября 1871 — 19 августа 1940) — американский редактор газет и автор, выдвинутый Социалистической партией Америки на пост президента США в 1916 году. Известный своими откровенными антивоенными взглядами, Бенсон и его напарник Джордж Росс Киркпатрик получили 590 524 голоса, что составило 3,2% от общего числа голосов на выборах.

## Рождение и молодость
Бенсон родился в Плейнуэлле в Мичигане 6 ноября 1871 года. Его отец Адельберт Бенсон был фабричным рабочим, а мать, Роуз Моррис Бенсон, умерла, когда Аллан был младенцем. Бенсон жил со своим дедушкой, который был фермером в Силвер-Крик, до 12 лет.
Когда Бенсону было 15 лет, сгорела мельница его отца, и ему пришлось отказаться от своего желания поступить в колледж и стать юристом. Он ушел из дома и устроился на работу на фабрику стульев, а позже — на бумажную фабрику. Бенсон проучился всего один год в средней школе, но смог сдать государственный экзамен на должность школьного учителя и получил сертификат, дающий право преподавать в окружной школе. Однако он ввязался в физический конфликт с несколькими мальчиками из фермерской школы в первой же школе, куда его направили, и, скорее всего, был вынужден уйти с должности.

## Биография
В апреле 1891 года Бенсон покинул Отсего в Мичигане, и отправился в Детройт, где устроился на работу в компанию Peninsular Car Company в качестве механика. Он начал регулярно посещать редакции различных газет Детройта в поисках работы и, наконец, был нанят репортером, получая очень маленькую зарплату в 6 долларов в неделю. Осенью 1891 года Бенсон переехал в Анн-Арбор, чтобы занять должность главного редактора Washetaw Daily Times. Он продолжал продвигаться по карьерной лестнице в газетной профессии, заняв должность редактора телеграфа в Chicago Inter-Ocean весной 1892 года. Позже он работал редактором телеграфа в Salt Lake Tribune и писателем в Сан-Франциско.
Впоследствии Бенсон работал главным редактором газет Detroit Journal, Detroit Times и Washington Times. Он женился на Мэри Хью в Уинсоре, Онтарио, 19 ноября 1899 года. В семье было четверо детей.
Во время своей работы редактором газеты Бенсон прочитал энциклопедическую статью на тему социализма, написанную английским фабианцем, и таким образом перешёл на сторону социалистического движения. Он присоединился к коллективу Appeal to Reason (газета), массового еженедельного социалистического издания, издававшегося в Джирарде в Канзасе, и его редакционные статьи для этого издания сделали его общенационально признанной фигурой среди радикальных американских политических активистов.

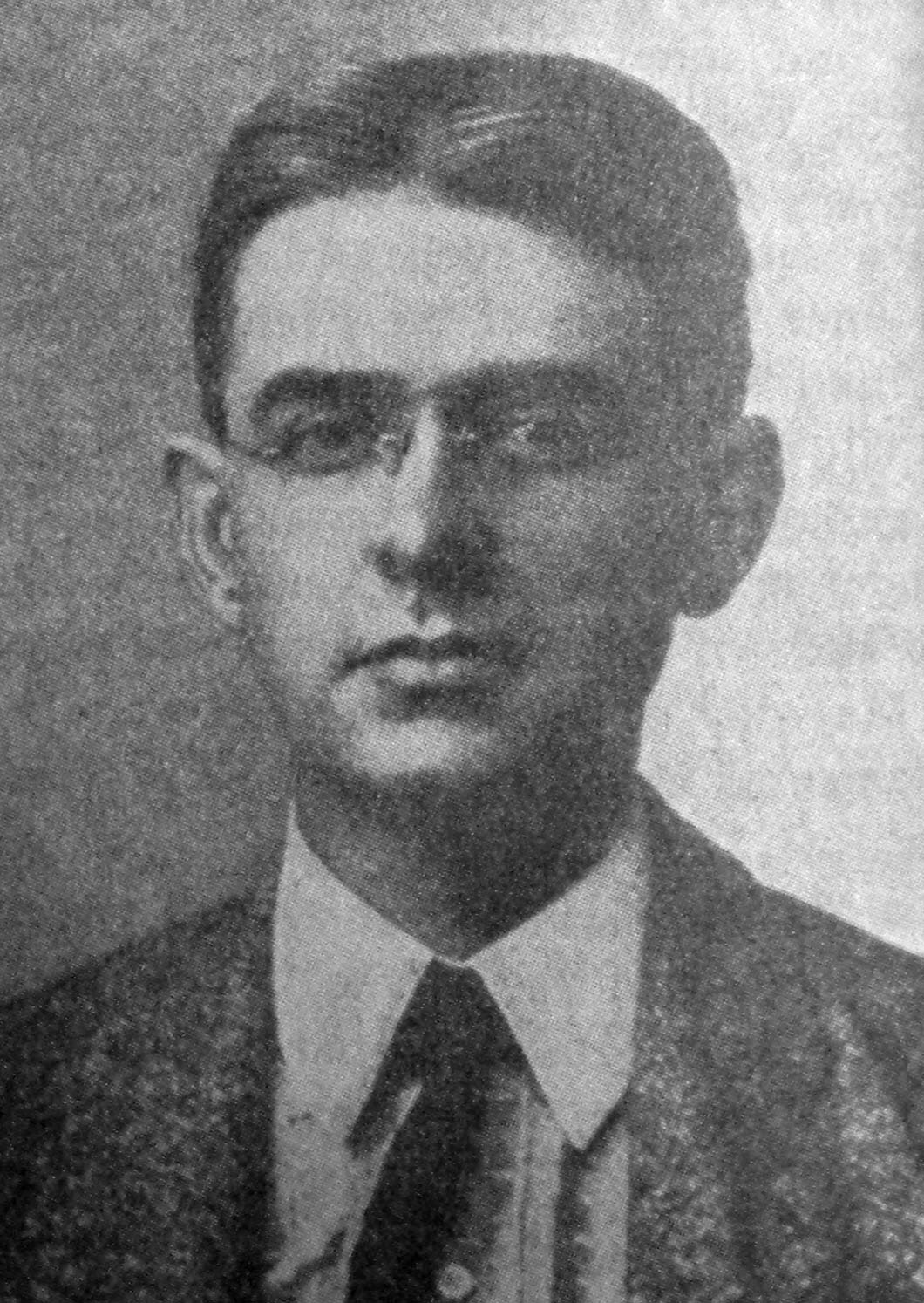
Бенсон в молодости

Бенсон был особенно откровенен в своем противодействии милитаризму, отстаивая предложение о запрете вступления Америки в Первую мировую войну, если участие не будет предварительно одобрено на национальном референдуме американского народа. Он также потребовал, чтобы любой голосующий за участие, был первым зачислен в армию, что предлагалось реализовать путём открытого, а не тайного голосования по вопросу вступления в войну. Это требование было раскритиковано даже многими сторонниками Социалистической партии как непрактичное, включая одного из лидеров партии Морриса Хилквита, который отклонил требование Бенсона как «совершенно дикое».
Позиция Бенсона по вопросу вступления Америки в Первую мировую войну нашла восприимчивую аудиторию среди рядовых членов Социалистической партии. Поскольку кандидатуры на пост президента и вице-президента от Социалистической партии на выборах 1916 года выдвигались путем референдума среди членов партии, а не на политическом съезде, статус Бенсона как широко публикуемого антивоенного писателя сделал его фаворитом на выдвижение от партии. После того, как Юджин Дебс отказался от участия в выборах, чтобы попытаться выиграть выборы в Палату представителей США от своего родного штата Индиана, Бенсон получил возможность баллотироваться против лидера рабочих Джеймса Маурера из Пенсильвании и Артура Лесюэра из Северной Дакоты. Бенсон получил большинство голосов на референдуме, поданных членами партии и стал кандидатом в президенты от Социалистической партии.
Кампания 1916 года проводилась Бенсоном и Социалистической партией в основном через газеты, при этом Бенсон сосредоточил свои атаки на кампании за готовность США к войне. Кампания оказалась явно неудачной: Бенсон получил лишь половину из почти 1 миллиона голосов, отданных за Дебса в кампании 1912 года. Редактор и его напарник Джордж Росс Киркпатрик в конечном итоге получили 590 524 голоса, или 3,2% от общего числа голосов.
Хотя Бенсон выступал против войны, в апреле 1917 года Соединенные Штаты вступили в конфликт одновременно с принятием Социалистической партией манифеста, в котором вина за начало боевых действий возлагалась в равной степени на Германия и Антанту, а сама партия поклялась продолжать противодействие конфликту.
Бенсон нарушил своё молчание в июне 1918 года в The New Appeal, новом провоенном воплощении Appeal to Reason, в статье под названием «Что не так с Социалистической партией?». В этой статье редактор осудил идею о том, что «у рабочих нет страны» как «анархистскую», и обвинил Индустриальных рабочих мира в проведении непрерывного саботажа внутри партии против своих оппонентов. По мнению Бенсона, чтобы пользоваться уважением, Социалистическая партия «должна была быть респектабельной»; он возложил вину за проблемы партии на «анархистов, которых ложно принимают за социалистов, которым помогают и которых подстрекают некоторые иностранцы, чьи документы о натурализации следует аннулировать, а самих их депортировать в страны, откуда они прибыли».
Оставаясь неактивным членом партии в течение года, Бенсон официально разорвал свои связи с организацией в середине 1918 года, чтобы присоединиться к новому левому политическому движению, выступавшему за войну, Социал-демократической лиге Америки. В открытом письме, объявляющем о его решении, Бенсон заявил, что «с миром не может случиться ничего худшего, чем оказаться под пятой немецкого империализма», и указал на свой отказ от дальнейшего участия в организации, которая «ставит воюющие стороны в равное положение». Он повторил своё обвинение в том, что Социалистическая партия оказалась во власти «лидеров иностранного происхождения», которым помогает «анархистское, синдикалистское меньшинство».
После выхода из партии Бенсон был нанят главным редактором The New Appeal Эмануэлем Халдеман-Джулиусом на должность штатного автора для газеты, который превратился в полуофициальный орган Социал-демократической лиги. Бенсон оставался на этой должности до конца войны.
С января 1919 года по июнь 1921 года Бенсон был издателем нового ежемесячного журнала Reconstruction с подзаголовком «Вестник Нового времени». Издание использовало газетный формат, похожий на форматы The Nation и The New Republic, и развивало политическую линию, несколько отклоняясь от этих журналов. Среди постоянных авторов журнала были бывшие социалисты Чарльз Эдвард Рассел и Макс Хейс. Значительная часть издания хранится в коллекции Нью-Йоркской публичной библиотеки.
Последние годы жизни Бенсон провёл в Йонкерсе, штат Нью-Йорк, прикованным к дому. За несколько месяцев до смерти Бенсон написал письмо художнику-карикатуристу Арту Янгу, в котором рассказал о своём тяжёлом положении:
Я страдаю не от злокачественной анемии, а от повреждения моей нервной системы, которое нанесла эта болезнь, когда четыре врача (которые, как предполагалось, были хорошими) не распознали её как таковую и ничего не делали, пока я не потерял сознание. [Я] пролежал в постели шесть месяцев и с тех пор едва мог пересечь комнату. За девять лет я выходил из дома всего семь раз, каждый раз отправляясь в часовую поездку на машине, и не выходил на улицу почти два года. Я всё время нахожусь в более или менее подавленном состоянии, но почти постоянно читаю и поэтому, учитывая обстоятельства, получаю от этого удовольствие.
Аллан Бенсон умер в 1940 году.

## Работы
- Confessions of Capitalism. Milwaukee: Social Democratic Publishing Co., 1904.
- Socialism Made Plain: Why the Few are Rich and the Many Poor. Milwaukee: Milwaukee Social-Democratic Publishing Co., 1904.
- New Zealand's Reply to Pessimism. Milwaukee: Milwaukee Social-Democratic Publishing Co., 1906.
- What Help Can Any Workingman Expect from Taft or Bryan? Chicago: National Headquarters, Socialist Party, 1908.
- "A Socialist on the Aspects of the Presidential Campaign," The Arena, vol. 40 (1908), pp. 321–324.
- The Usurped Power of the Courts. New York: Pearson Publishing Co., 1911.
- The Growing Grocery Bill.  Chicago: National Headquarters, Socialist Party, 1912.
- Issues and Candidates. United States: s.n., 1912.
- The Truth about Socialism. New York: B.W. Huebsch, 1913.
- Our Dishonest Constitution. New York: B.W. Huebsch, 1914.  A reprint of articles originally in Pearson's Magazine.[9]
- Socialism: The Lone Foe of War. Chicago: Socialist Party, 1914.
- The Bombshell that Henry Ford Fired. Chicago: Socialist Party, 1914.
- What Ford Wages Have Done. Girard, KS: Appeal to Reason 1915.
- "Patriotism," Plunder and "Preparedness": Here are Some Facts which You Might Turn Over in Your Mind before Doing Any More Talking or Thinking about Our Need for More "Preparedness" for War. United States: s.n., 1912.
- A Way to Prevent War. Girard, KS: Appeal to Reason, 1915.
- Common Sense about the Navy. Washington: American Union Against Militarism, 1916.
- Inviting War to America New York, B.W. Huebsch, 1916
- "What's Wrong with the Socialist Party?" The New Appeal, whole no. 1,176 (June 15, 1918), pg. 1.
- "Why I Joined the Social Democratic League," The New Appeal, whole no. 1,183 (Aug. 3, 1918), pg. 1.
- The New Henry Ford. New York: Funk & Wagnalls Co., 1923.
- The Propaganda against Prohibition. Woman's National Committee for Law Enforcement, 1926.
- The Story of Geology. New York: Cosmopolitan Book Corporation, 1927.
- Daniel Webster. New York: Cosmopolitan Book Corporation, 1929.